# Shambhala
Shambhala, ook gespeld als Shambala of Shamballa, is een mythisch koninkrijk. In de teksten die verbonden zijn met de Kalachakratantra wordt het gesitueerd ten noorden van de Himalaya. Meestal wordt dit dan geassocieerd met Tibet. In de bönreligie is eveneens sprake van een mythisch rijk met de naam Olmolungring waar de stichter van die religie Tönpa Shenrab over geheerst zou hebben. 

## De legende

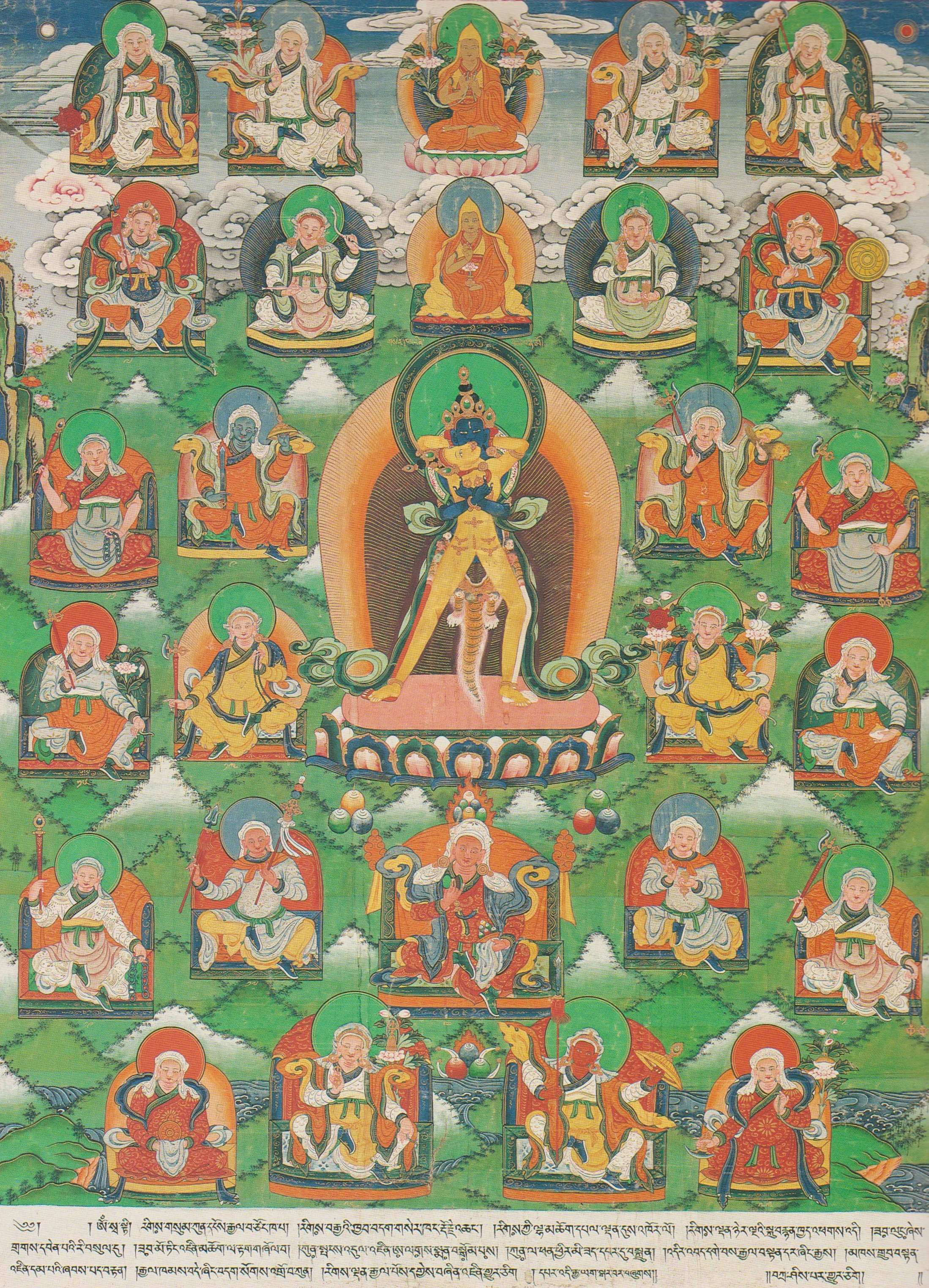
De centrale figuur in het midden is een yidam, een godheid waarop men bij meditatie een focus kan hebben. De middelste figuur in de bovenste rij is Tsongkhapa. De zittende figuren zijn de kalkins met op de onderste rij, de tweede van rechts, de laatste genaamd Raudracakrin.

In de traditie is Shambhala een land dat gewijd is aan de uitvoering van de Kalachakratantra. In de tantra wordt vermeld, dat de historische Boeddha deze toevertrouwd zou hebben aan de koning van het land.
Shambhala heeft de vorm van een enorme lotusbloem. Er staan enorme wouden sandelhout, meren die eveneens in de vorm van een heilige lotus zijn en het wordt omringd door een keten van bergen. In het midden van het koninkrijk ligt de hoofdstad Kalāpa. In het centrum van de stad is de mandala van de Boeddha Kalachakra.
De inwoners van de in totaal 960 miljoen dorpen van Shambhala worden geregeerd door de Kalkin, een buitengewoon wijs bestuurder. De leken in Shambhala zijn allen prachtige mensen en gezond; er komt geen ziekte en armoede voor. De monniken houden zich op voorbeeldige wijze aan hun beloften en verplichtingen. Zij zijn intelligent, geheel gewijd aan de praktijk van het vajrayana, hoewel ook alle authentieke vormen van het Indiase boeddhisme daar behouden worden. De meerderheid van de mensen die in Shambhala wedergeboren worden bereikt tijdens hun leven daar het boeddhaschap.
Maar er dreigen ernstige moeilijkheden. In het jaar 2425 zullen de barbaren (over het algemeen geïdentificeerd als moslims) die het boeddhisme in India hebben vernietigd proberen om Shambhala binnen te vallen. De vijfentwintigste Kalkin, Raudracakrin, zal zijn legers dan naar India leiden waar ze zullen vechten met de krachten van het kwaad in een apocalyptische slag, die door de krachten van het boeddhisme zal worden gewonnen. Deze overwinning zal in een gouden periode resulteren waarin de levensverwachting van mensen sterk zal toenemen, er geoogst kan worden zonder het land te bewerken en de bevolking van de hele aarde toegewijd zal zijn aan het boeddhisme.
Maar ook voor deze oorlog was niet alles zonder zorgen in Shambhala. In de tijd van de achtste koning, Yasas, leefden er 35 miljoen brahmanen in het land, die de Veda's toegewijd waren. De koning voorzag dat, vanwege het feit dat zowel de Veda als de religie van de barbaren het mogelijk maakt dieren te offeren, de nakomelingen van de brahmanen de barbaren zouden vervoegen, waardoor de gehele bevolking op den duur barbaars zou worden. Daarom vroeg de koning van de brahmanen om te kiezen tussen de initiatie van de kalachakra (en dus boeddhist te worden) of Shambhala te verlaten en naar India te emigreren. De brahmanen kozen allen voor de laatste optie en tijdens hun reis naar het zuiden begon de koning zich te realiseren dat de bevolking van de 960 miljoen dorpen zonder brahmanen weleens hun vertrouwen in de Vajrayana zouden kunnen verliezen. Om dat te voorkomen nam de koning de gedaante aan van een zeer toornige godheid en verscheen zo voor de brahmanen. Die schrokken zo, dat ze allen tijdelijk het bewustzijn verloren. In die staat transporteerde de koning hen terug naar de hoofdstad, waar zij - weer bij kennis gekomen - de koning vroegen hen toe te staan zich tot het boeddhisme te bekeren en de initiatie van de kalachakra te mogen ontvangen.

## Tibetaanse literatuur
Het verhaal van Shambhala werd rond 1100 voor het eerst beschreven in de Tibetaanse literatuur en maakt deel uit van de Tibetaans boeddhistische canon, de kangyur en de tengyur. Er bestaan verschillende reisgidsen voor een tocht naar Shambhala. Twee daarvan zijn de bekendste. De eerste is Kalāpāvatāra, in de betekenis van de ingang naar Kalāpā. Dit is een manuscript, geschreven omstreeks 1612 door Taranatha, de belangrijkste vormgever van de Kalachakratantra in de huidige vorm en een van de belangrijkste tulku's van de jonangtraditie. Waarschijnlijk is het voor een deel een vertaling van een Nepalese editie van een werk in het Sanskriet. Dit manuscript is de basis geweest voor de verreweg beroemdste reisgids naar Shambhala, die omstreeks 1775 geschreven is door de zesde pänchen lama.
Deze reisgidsen bevatten geen praktische aanwijzingen voor de richting, maar beschrijven vooral de immense moeilijkheden die een reiziger op de weg naar Shambhala moet overwinnen. De weg voert door brandend hete woestijnen, door immense wouden met bovennatuurlijke wezens en gifslangen. Men moet zich een weg banen over nauwelijks begaanbare bergpassen, bewaakt door demonen. Om te voorkomen dat een vrouwelijke demon de reiziger doodt, dient die een gevleugelde leeuw te doden, het vlees daarvan aan haar te overhandigen en een aantal vragen te beantwoorden waaruit de hoge motivatie om Shambhala te bereiken ook echt overtuigend blijkt. Vaak wordt het verhaal dan ook gezien als een advies hoe een gelovige de enorme obstakels kan overwinnen op het pad naar de verlichting.
Shambhala wordt vaak op fresco's aangetroffen in Tibetaanse tempels, meestal in de vorm van een mandala. In het Potala en het Norbulingka zijn enorme cirkelvormige muurschilderingen van Shambhala die een dubbele keten van besneeuwde bergketens tonen met Kalāpā in het centrum van de mandala. In de gelugtraditie heeft onder meer Tsongkhapa Shambhala bezocht. Na de overwinning van het boeddhisme in de apocalyptische slag zal het graf van Tsongkhapa in Ganden zich openen en zal hij weer verschijnen om zijn wijsheid uit te dragen.
Dat neemt niet weg, dat er toch ook Tibetanen zijn geweest die Shambhala heel ergens anders plaatsten. In 1820 lokaliseerde een Tibetaanse geleerde Shambhala in Europa. De passage in de Tibetaanse tekst luidt als volgt
 Deze grote geleerde bekend als Me-pa raz-da of ook als Ka-lam-pa-tsha (bedoeld wordt Columbus) werd geboren in de stad Tsi-na-ba (bedoeld wordt Genua) van het land van het glorieuze Shambhala en was de eerste die arriveerde op het noordelijk continent op het eiland Sa-kam (bedoeld wordt San Salvador)

## Westerse percepties

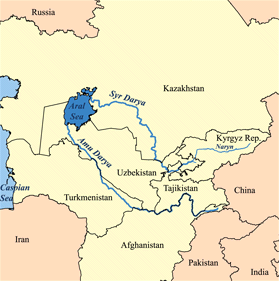
Locatie van Syr Darja

De eerste keer dat Shambhala in de Europese literatuur wordt genoemd is in brieven uit 1627 van Portugese jezuïeten in Tibet. João Cabral en Estêvão Cacella waren een missie in Shigatse aan het opzetten en refereren in hun brieven aan een Xembala.

De tweede melding komt van Sándor Kőrösi Csoma een Hongaars oriëntalist, die in 1833 wist te melden dat 
Shambhala ligt tussen 45 en 50 graden noorderbreedte, achter de Syr Darja, waar de lengte van de dagen vanaf de equinox tot aan de zonnewende toeneemt met 12 Indiase uren of 4 uren en 48 minuten volgens de Europese berekening
De Tibetaanse mythologie bedekt met een laagje Westerse dromen trok generaties lang
ontdekkingsreizigers naar Tibet: bergbeklimmers en spiritualisten op zoek naar de mystieke belichaming van de idee van een toevluchtsoord waar alle beschaafde verlangens werden vervuld.
Vanaf eind 19e eeuw ontwikkelen Europese en Amerikaanse theosofen hun eigen opvattingen over Shambhala en trachten ze daarmee hun eigen zienswijze en opvattingen te illustreren dan wel te bewijzen. Vaak wordt dan ook Shambhala als een historische waarheid gezien. Bekende exponenten daarvan zijn onder meer Helena Blavatsky, Walter Evans-Wentz en Nikolaj Rjorich. In deze opvattingen werd de lokatie van Shambalah verondersteld in het Altaj-gebergte

### Paradijselijkreservaat
In 1933 publiceerde James Hilton zijn de eerste druk van zijn roman Lost Horizon. Al na vier jaar werd het boek verfilmd, door Frank Capra. Charles Jarrott kwam vervolgens nogmaals met een verfilming in 1973. De roman gaat over vier Britten die een vliegtuigongeluk overleven en terechtkomen in Shangri-La, een overweldigend mooi klooster aan de voet van de Tibetaanse berg Karakal. Na enige tijd willen de Britten toch weg, maar dat stuit op moeilijkheden. Wie in Shangri-la verblijft, veroudert maar zeer langzaam. Op het verlaten ervan volgt echter een spoedig overlijden. Op deze wijze probeert de Hoge Lama van Shangri-la op min of meer dezelfde wijze obstakels voor vertrek uit een paradijs te creëren als de koning van Shambhala dat deed ten aanzien van het vertrek van de brahmanen.

### Betekenis in de diaspora

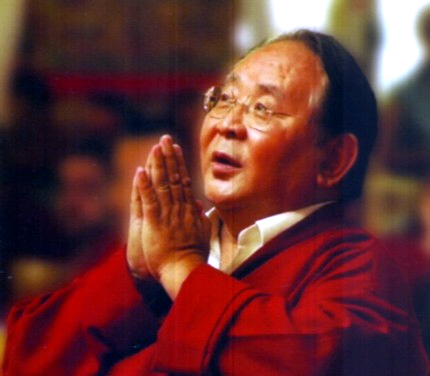
Sogyal Rinpoche

In het eerste decennium van de 21e eeuw is een debat ontstaan over de toekomst van het Tibetaans boeddhisme. Een toenemend aantal lama's zoals Sogyal Rinpoche en bewegingen zoals de dissidente beweging Nieuwe kadampa hebben Tibet en feitelijk ook het hele Himalayagebied opgegeven als voertuig en adherentiegebied voor het Tibetaans boeddhisme. Ruim 60 jaar Tibetaanse diaspora zonder vooruitzicht op gewenste veranderingen en een Tibet dat sinds 1959 immense veranderingen heeft ondergaan spelen daarbij een rol.

De huidige dalai lama Tenzin Gyatso geeft hierop het volgende antwoord. 
We moeten de noodzakelijkheid van het overleven en het bewaren van het Tibetaans boeddhisme juist plaatsen. Hiervoor is het land, het fysieke land van Tibet cruciaal. We doen ons best de Tibetaanse tradities buiten Tibet te bewaren. Maar er is een gevaar dat dit zal veranderen, dat het Tibetaans boeddhisme niet zal overleven weg van de beschermende schil van ons vaderland. Voor de zaak van dit Tibetaans boeddhisme, dat gezien kan worden als de vervolmaking van de Boeddha Dharma is het heilige land van Tibet van vitaal belang. Het is onwaarschijnlijk dat het [Tibetaans boeddhisme] kan overleven als een culturele en spirituele realiteit als de fysieke verschijning gesmoord wordt in Chinese bezetting. Dus ... actieve steun voor de Tibetaanse zaak is geen politieke zaak. Het is het werk van de Dharma.
In die discussie wordt de beeldspraak van een Shambhala vaak gehanteerd, waarbij met name de westerse aanhangers van Tibetaans boeddhisme zoals Richard Gere een Tibet als een Shambhala schetsen dat het materialistische westen zal regenereren. Met name de tibetologen Donald Sewell Lopez jr. en Stephen Batchelor schenken aan dit debat grote aandacht.